# Санта-Ана (Каліфорнія)
Санта-Ана (англ. Santa Ana) — місто (англ. city) в США на півдні штату Каліфорнія на березі річки Санта-Ана, за 16 км від Тихого океану. Центр округу Орандж. Населення — 310 227 осіб (2020). Санта-Ана є південно-східним передмістям Лос-Анджелеса.

## Історія
До іспанців тут мешкали корінні американці народу тонгва і луїсеньйо (пайомковішум)/хуаненьйо (акагчемем). Після експедиції Гаспара де Портола з Мехіко місцевість була названа Вальєхо-Санта-Ана.
1 листопада 1776 року у долині річки Санта-Ана заснована католицька місія для індіанців Сан-Хуан-Капістрано.
1810 року місцевість Ранчо-Сантьяго-де-Санта-Ана була подарована іспанським урядом сержанту Хосе Антоніо Йорба.
Після мексикансько-американської війни 1848 року Санта-Ана у складі США.
У 1886 році зареєстровано місто Санта-Ана.
У 1906 році запущений електропоїзд до центру Лос-Анджелеса.

## Географія
Санта-Ана розташована за координатами 33°44′11″ пн. ш. 117°52′57″ зх. д. / 33.73639° пн. ш. 117.88250° зх. д. (33.736478, -117.882593). За даними Бюро перепису населення США в 2010 році місто мало площу 71,27 км², з яких 70,63 км² — суходіл та 0,64 км² — водойми.

### Клімат
| Клімат : Санта-Ана                                       | Клімат : Санта-Ана | Клімат : Санта-Ана | Клімат : Санта-Ана | Клімат : Санта-Ана | Клімат : Санта-Ана | Клімат : Санта-Ана | Клімат : Санта-Ана | Клімат : Санта-Ана | Клімат : Санта-Ана | Клімат : Санта-Ана | Клімат : Санта-Ана | Клімат : Санта-Ана | Клімат : Санта-Ана |
| Показник                                                 | Січ.               | Лют.               | Бер.               | Квіт.              | Трав.              | Черв.              | Лип.               | Серп.              | Вер.               | Жовт.              | Лист.              | Груд.              | Рік                |
| Абсолютний максимум, °C                                  | 35,6               | 35,0               | 36,7               | 40,0               | 40,6               | 44,4               | 45,0               | 40,6               | 43,9               | 41,1               | 38,3               | 35,0               | 44,4               |
| Середній максимум, °C                                    | 21,1               | 21,2               | 22,1               | 23,3               | 24,2               | 25,7               | 28,4               | 29,3               | 28,8               | 26,4               | 23,5               | 20,7               | 24,6               |
| Середній мінімум, °C                                     | 8,3                | 8,9                | 10,0               | 11,5               | 13,7               | 15,4               | 17,3               | 17,7               | 16,8               | 14,4               | 10,7               | 7,9                | 12,7               |
| Абсолютний мінімум, °C                                   | −5,6               | −3,9               | −1,7               | −0,6               | 1,7                | 3,9                | 3,9                | 7,2                | 4,4                | 1,1                | −4,4               | −5,6               | −5,6               |
| Норма опадів, мм                                         | 72                 | 86                 | 54                 | 22                 | 5                  | 2                  | 1                  | 1                  | 5                  | 15                 | 29                 | 53                 | 345                |
| Днів з опадами                                           | 6,3                | 6,6                | 5,3                | 2,9                | 1,0                | 0,6                | 0,4                | 0,4                | 1,1                | 2,1                | 3,4                | 5,7                | 35,8               |
| -------------------------------------------------------- | ------------------ | ------------------ | ------------------ | ------------------ | ------------------ | ------------------ | ------------------ | ------------------ | ------------------ | ------------------ | ------------------ | ------------------ | ------------------ |
| Джерело: NOAA (normals 1981–2010, extremes 1916–present) |                    |                    |                    |                    |                    |                    |                    |                    |                    |                    |                    |                    |                    |

## Демографія

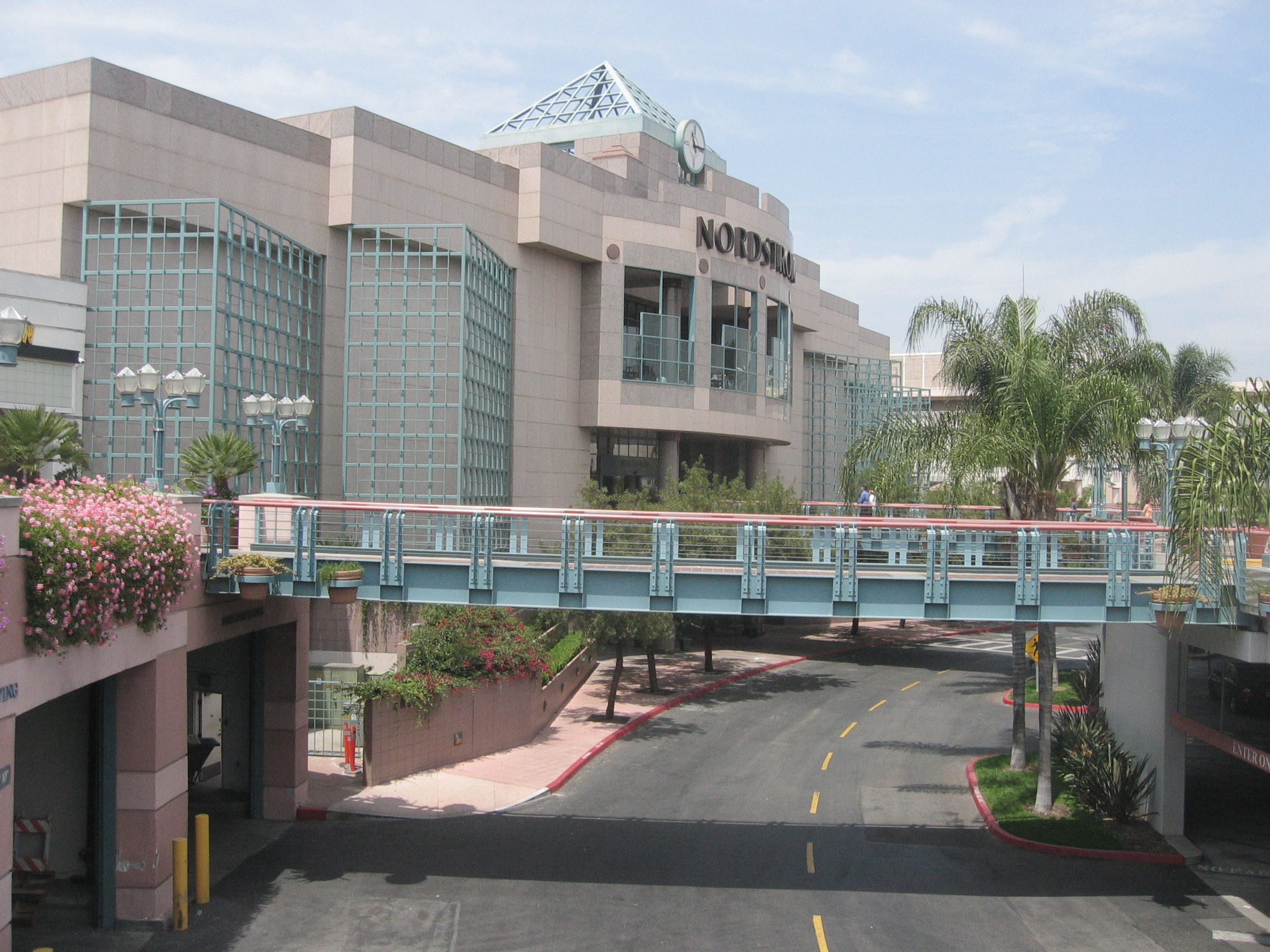
Торгова зона «Мейн плейс»

Згідно з переписом 2010 року, у місті мешкало 324 528 осіб у 73 174 домогосподарствах у складі 59 648 родин. Густота населення становила 4553 особи/км². Було 76896 помешкань (1079/км²).
Расовий склад населення:
| - 45,9 % — білих - 10,5 % — азіатів - 1,5 % — чорних або афроамериканців - 1,0 % — корінних американців - 0,3 % — вихідців з тихоокеанських островів - 37,2 % — осіб інших рас |

До двох чи більше рас належало 3,6 %. Частка іспаномовних становила 78,2 % від усіх жителів.
За віковим діапазоном населення розподілялося таким чином: 30,7 % — особи молодші 18 років, 62,5 % — особи у віці 18—64 років, 6,8 % — особи у віці 65 років та старші. Медіана віку мешканця становила 29,1 року. На 100 осіб жіночої статі у місті припадало 104,4 чоловіків; на 100 жінок у віці від 18 років та старших — 104,6 чоловіків також старших 18 років.
Середній дохід на одне домашнє господарство становив 66 440 доларів США (медіана — 52 253), а середній дохід на одну сім'ю — 63 815 доларів (медіана — 50 439). Медіана доходів становила 28 506 доларів для чоловіків та 26 657 доларів для жінок. За межею бідності перебувало 22,1 % осіб, у тому числі 31,5 % дітей у віці до 18 років та 15,9 % осіб у віці 65 років та старших.
Цивільне працевлаштоване населення становило 151 691 осіб. Основні галузі зайнятості: виробництво — 16,9 %, науковці, спеціалісти, менеджери — 14,7 %, мистецтво, розваги та відпочинок — 14,3 %.

## Відомі люди
- Кошиць Ніна Павлівна(1862-1965) — оперна та камерна співачка (сопрано) і педагог
- Ел Сент-Джон (1893-1963) — американський комедійний актор німого кіно
- Норма Ніколс (1894-1989) — американська актриса доби німого кіно
- Міше́ль Марі́ Пфа́йффер (* 1958) — американська акторка, продюсерка та підприємиця
- Джолін Марі Чолок Ротінсулу (* 1996) — модель.